# Syriusz (imię)
Syriusz – imię męskie pochodzenia greckiego, odpowiednik łacińskiego Sirius, nazwa najjaśniejszej gwiazdy w gwiazdozbiorze Wielkiego Psa. Nazwa ta wywodzi się od greckiego słowa σειριος (seirios) "płonący, gorący, roziskrzony". Imię w niektórych źródłach bywa utożsamiane z imieniem Syrus (łac., ang., niem. Syrus, gr. Syros, wł. Siro) – "Syryjczyk", które nosiło w historii Kościoła katolickiego trzech świętych. 

## Znane postaci fikcyjne o tym imieniu
- Syriusz Black, fikcyjna postać występująca w serii książek J.K. Rowling o Harrym Potterze